# Adriana Molinari
Adriana Molinari, más conocida por su nombre profesional Alex Taylor (Buenos Aires; 26 de noviembre de 1967), es una exparticipante de concursos de belleza, estríper y actriz pornográfica argentina radicada en Estados Unidos. Trabajó principalmente para Vivid Entertainment desde 1998 hasta 2000.

## Biografía

### Primeros años
Molinari se mudó a Hampton, Nuevo Hampshire, en Estados Unidos, desde Sudamérica con sus padres cuando estaba en séptimo grado de la escuela primaria. Cuando era adolescente trabajó como modelo de trajes de baño durante un tiempo, y se graduó de la Winnacunnet High School.

### Carrera
Molinari fue nombrada Miss Hampton Beach, Nuevo Hampshire en 1984 y Miss New Hampshire USA en 1991. Comenzó a trabajar como estríper en 1990 en Massachusetts y no consiguió ganar en 1991 el concurso de belleza Miss USA. En la primavera de 1991, los oficiales del concurso de belleza de Miss USA le despojaron de su corona cuando un tabloide nacional reveló públicamente que se había estado pluriempleando como bailarina exótica.
Fue una Penthouse Pet en agosto de 1994 con el nombre artístico de Alex Taylor y apareció en esa revista para adultos más de treinta veces. También ha aparecido en varios programas de televisión, como A Current Affair, Hard Copy, Inside Edition y Entertainment Tonight.

### Actualidad
A partir de 2008, Molinari se retiró de la industria pornográfica y actualmente reside en Orlando, Florida.